# Le Désert de l'amour (téléfilm)
Le Désert de l'amour est un téléfilm français réalisé par Jean-Daniel Verhaeghe et diffusé le 18 février 2012 sur France 3.

## Synopsis
Le téléfilm est une adaptation assez fidèle du roman de François Mauriac.

## Fiche technique
- Réalisation : Jean-Daniel Verhaeghe
- Scénario : Natalie Carter, Anne-Marie Catois et Jean-Daniel Verhaeghe, d'après le roman de François Mauriac, Le Désert de l'amour
- Photographie : Marc Falchier
- Musique : René-Marc Bini
- Durée : 95 minutes

## Distribution
- Emmanuelle Béart : Maria Cross
- Didier Bezace : Paul Courrèges
- Mathieu Spinosi : Raymond Courrèges
- Catherine Mouchet : Lucie Courrèges
- Jean-François Stevenin : Larousselle
- Anna Gaylor : Mme Courrèges mère
- Gaëlle Bona : Madeleine Basque
- Yann Trégouët : Gaston Basque
- Alexis Loret : Dulac
- Hélène Stadnicki : Justine
- Geoffrey Piet : le camarade 2